# Хионеи
Хионеи (лат. Chionea) — род насекомых из семейства болотниц. Активны в основном в зимнее время.

## Описание
Тело от светло-жёлтого до светло-коричневого цвета, длиной 3—6 мм. Крылья редуцированы, жужжальца развиты. Длинные конечности придают насекомому сходство с пауками.

## Поведение
Имаго встречаются, в основном, в зимнее время. Насекомых можно заметить во время их передвижения по снегу во время оттепелей. Так же встречаются в пещерах и норах животных.

## Классификация
В состав рода включают 18 видов. Род разделяют на два подрода Chionea и Sphaeconophilus.
Подрод Chionea (Holarctic)
- Chionea albertensis Alexander, 1941 (Канада, США: Айдахо и Орегон)
- Chionea alexandriana Garrett, 1922 (Канада, США, до Калифорнии и Юты)
- Chionea araneoides Dalman, 1816 (Европа: Швеция, Италия, Румыния, Россия)
- Chionea carolus Byers, 1979 (США: Калифорния, Невада)
- Chionea crassipes Boheman, 1846
  - Chionea crassipes crassipes Boheman, 1846 (Скандинавия, Россия, Япония)
  - Chionea crassipes magadanensis Narchuk, 1998 (Россия: Магаданская область)
- Chionea durbini Byers, 1983 (США: Калифорния)
- Chionea excavata Byers, 1983 (США: Калифорния, Невада)
- Chionea hybrida Byers, 1983 (США: Айдахо, Юта)
- Chionea jellisoni Byers, 1983 (США: Монтана, Айдахо, Юта)
- Chionea jenniferae (Byers, 1995) (США: Калифорния)
- Chionea kanenoi Sasakawa, 1986 (Япония: Хонсю)
- Chionea lyrata Byers, 1983 (США: Калифорния)
- Chionea macnabeana Alexander, 1947 ((Канада, США: Вашингтон, Орегон)
- Chionea mirabilis Vanin, 2008 (Корея)
- Chionea nigra Byers, 1983 (США: Юта, Колорадо)
- Chionea nipponica Alexander, 1932 (Россия: Приморский край, Япония)
- Chionea nivicola Doane, 1900 (США: Вашингтон, Орегон, Айдахо, Монтана)
- Chionea obtusa Byers, 1983 (Канада, США: Орегон, Айдахо)
- Chionea pusilla Savchenko, 1983 (Россия: Приморский край)
- Chionea racovitzai Burghele-Balacesco, 1969 (Румыния)
- Chionea reclusa Byers, 1995 (США: Иллинойс)
- Chionea scita Walker, 1848 (Канада, США: до Кентукки, Теннесси и Джорджии)
- Chionea stoneana Alexander, 1940 (США: Миннесота, Индиана, на юг до Канзаса, Оклахомы и Миссури)
- Chionea valga Harris, 1841 (Канада, США: на юг Миннесота, Висконсин, Теннесси, Южной Каролины и Виргинии)
- Chionea wilsoni Byers, 1983 (США: Алабама, Теннесси, Северная Каролина)

Подрод Sphaeconophilus (Палеарктика)
- Chionea alpina Bezzi, 1908 (Европа: Франция, Испания и от Германии до Черногории)
- Chionea ancae (Menier and Matile, 1976) (Франция)
- Chionea arverna (Brunhes, 1986) (Франция: Центральный массив)
- Chionea austriaca (Christian, 1980) (Австрия)
- Chionea belgica (Becker, 1912) (Европа: Бельгия, Дания, Германия, Венгрия, Нидерланды, Швейцария)
- Chionea besucheti (Bourne, 1979) (Швейцария)
- Chionea botosaneanui (Burghele-Balacesco, 1969) (Чехия, Польша, Румыния, Словакия)
- Chionea catalonica (Bourne, 1979) (Франция: Центральные Пиринеи)
- Chionea jurassica (Bourne, 1979) (Франция)
- Chionea lutescens
  - Chionea lutescens lutescens Lundstrom, 1907 (Europe: Sweden to Portugal, Ukraine, Russia)
  - Chionea lutescens stelviana Suss, 1982 (Италия: Ломбардия)
- Chionea pyrenaea (Bourne, 1981) (Франция: Пиринеи)